# ترامونتان

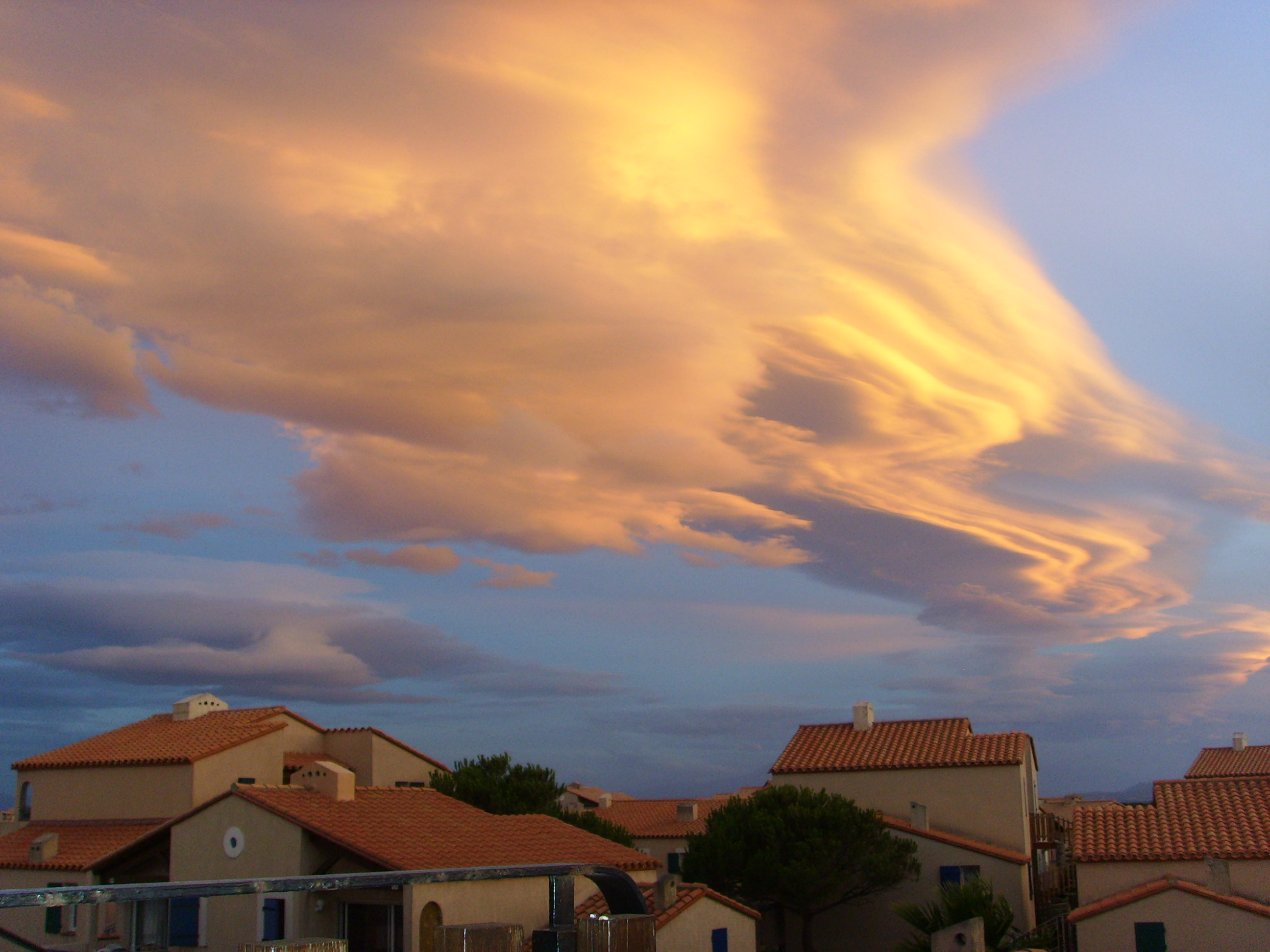

ترامونتان (بالإنجليزية: Tramontane)‏هي رياح شمالية أو شمالية شرقية شديدة البرودة، تهب شتاء على الجزء من الساحل المتوسطي الفرنسي الأسباني، الواقع بين نهر الرون الأدنى في فرنسا، وجرى نهر إيبرو في إسبانيا، ويصاحب هبوبها طقس صحو جاف، ويزداد جفافها أثناء هبوطها من المرتفعات الوسطى الفرنسية، وجبال البيرينيه.
المصدر: المعجم الجغرافي المناخي

## وصلات خارجية
- Article on Tramontane in the French-language Wikipedia (in French)
- Tramuntane at ggweather.com
- Wind rose at the Catalan Government web site نسخة محفوظة 24 ديسمبر 2007 على موقع واي باك مشين. (بالكتالونية)